# Mokro (Široki Brijeg, BiH)
Mokro je naseljeno mjesto u gradu Širokom Brijegu, Federacija BiH, BiH.

## Povijest
Naseljeno mjesto Mokro nastalo je 2004. godine spajanjem naseljenih mjesta Duboko Mokro i Pribinovići. Godine 2016. iz Mokrog je izdvojeno naseljeno mjesto Brig.

## Stanovništvo
| Mokro              |                |
| godina popisa      | 2013.          |
| Hrvati             | 1.403 (99,43%) |
| Srbi               | 1 (0,07%)      |
| Bošnjaci           | 0              |
| ostali i nepoznato | 7 (0,50%)      |
| ukupno             | 1.411          |